# Barb Lockhart

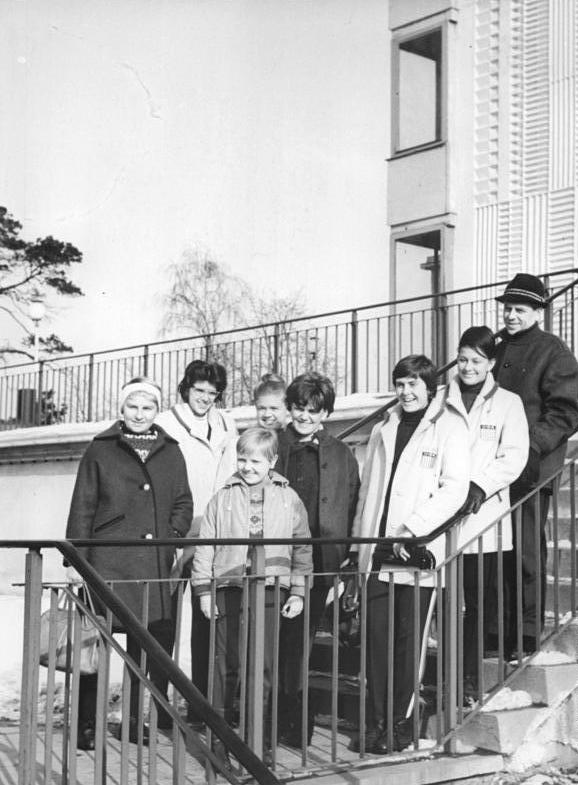
Amerikanische Eisschnellläuferinnen 1964 in Berlin (2. von links: Barbara Lockhart)

Barbara Day „Barb“ Lockhart (* 3. September 1941 in Chicago) ist eine ehemalige US-amerikanische Eisschnellläuferin.
Lockhart, die für den Northwest Skating Club startete und an der Michigan State University studierte, nahm von 1960 bis 1964 an internationalen Wettbewerben teil. Dabei belegte sie bei den Olympischen Winterspielen 1960 in Squaw Valley den 18. Platz über 1500 m und bei den Olympischen Winterspielen 1964 in Innsbruck den 23. Platz über 3000 m sowie den zehnten Rang über 1000 m. Zudem kam sie bei der Mehrkampfweltmeisterschaft 1963 in Karuizawa auf den 27. Platz und bei der Mehrkampfweltmeisterschaft 1964 in Kristinehamn auf den 18. Rang im Mini-Mehrkampf. Bei den Olympischen Winterspielen 2002 war sie als Vorsitzende der Ethikkommission tätig.

## Persönliche Bestzeiten
| Disziplin | Zeit       | Datum             | Ort      |
| --------- | ---------- | ----------------- | -------- |
| 500 m     | 45,9 s     | 28. Dezember 1963 | Rosemont |
| 1000 m    | 1:38,1 min | 18. Januar 1964   | Hamar    |
| 1500 m    | 2:33,0 min | 26. Dezember 1963 | Rosemont |